# Снова в школу
«Снова в школу» (англ. Back to School) — американский комедийный фильм 1986 года, снятый режиссёром Аланом Меттером.

## Сюжет
Миллионер Торнтон Мэлон, владелец империи по производству одежды для полных людей, после развода со своей второй женой решает поехать навестить своего сына, который учится в колледже. Приехав в кампус, он узнает, что его сын Джейсон — аутсайдер, мальчик на побегушках в местной спортивной команде ныряльщиков и намерен бросить колледж. Чтобы поддержать сына, Торнтон принимает решение поступить в колледж и учиться вместе с Джейсоном, и тут начинается веселая студенческая жизнь папы и сына…

## В ролях
- Родни Дэнджерфилд — Торнтон Мелон
- Берт Янг — Лу, водитель Торнтона
- Кит Гордон — Джейсон Мелон
- Салли Келлерман — преподаватель литературы Диана Тернер
- Роберт Дауни-младший — Дерек Лотц, друг Джейсона
- Уайтхед Пэкстон — преподаватель экономики Филипп Барбей
- Терри Фаррелл — Вэлэри Детсвен
- М. Эммет Уолш
- Эдриэнн Барбо — Ванесса, жена Торнтона
- Уильям Забка — Джес Аборн
- Кимберлин Браун
- Джейсон Харви — молодой Торнтон Мелон
- Сэм Кинисон — преподаватель истории

## Интересные факты
- В одном из эпизодов фильма появляется Курт Воннегут в роли себя самого. Главный герой нанимает его для написания реферата на тему творчества писателя. Позже преподаватель отвергает работу, утверждая, что автор ничего не понимает в творчестве Курта Воннегута. Главный герой, в свою очередь, выговаривает писателю, угрожая, что больше платить ему не будет и в следующий раз обратится к литературному критику
- В роли профессора истории снялся популярный в то время комик Сэм Кинисон.